# Ophiorrhiza davaensis
Ophiorrhiza davaensis là một loài thực vật có hoa trong họ Thiến thảo. Loài này được Quisumb. mô tả khoa học đầu tiên năm 1930.